# 子供の国駅
子供の国駅（こどものくにえき）は、宮崎県宮崎市大字加江田にある、九州旅客鉄道（JR九州）日南線の駅である。
レクリエーション施設「こどものくに」（こちらは平仮名）の前に位置する。

## 歴史
1923年（大正12年）10月22日に宮崎鉄道（後の宮崎交通）が青島温泉駅（あおしまおんせんえき）として開設した。1939年（昭和14年）3月21日に、宮崎鉄道と宮崎バスの出資で「こどものくに」が開設された際に、従来の青島温泉駅を廃止し、新たに子供の国駅が開設された。キロ程は南宮崎起点12.0kmから11.3kmと700m起点よりに移転したこととなっている。1943年（昭和18年）8月24日に運営母体が宮崎交通へ改組され、1949年（昭和24年）からは表記が「こどものくに」駅と、平仮名となった。
しかし宮崎交通鉄道線は他の交通機関との競争に巻込まれ、1962年（昭和37年）6月30日にお別れ列車を運行、7月1日付で廃止となった。日本国有鉄道（国鉄）が日南線建設のために買収することとなり、翌1963年（昭和38年）5月8日から国鉄日南線として営業されることになった。この際に再度漢字の「子供の国」駅となった。鉄道線買収に際して、当時の宮崎交通経営者・岩切章太郎は、当駅存続と、駅にある夾竹桃の長い植込みの維持と言う異例の条件を国鉄に対して求め、受入れられた。これは岩切が先人の思いを残したかったのだろうとされ、実際にこれらの条件は守られ続けている。

### 年表
- 1923年（大正12年）10月22日：宮崎鉄道（後の宮崎交通）が青島温泉駅として開設（初代）[3]。
- 1939年（昭和14年）3月21日：青島温泉駅廃止の上、子供の国駅を開設[3]。
- 1943年（昭和18年）8月24日：戦時統合に伴い、宮崎鉄道が宮崎交通となる[3]。
- 1949年（昭和24年）：こどものくに駅に表記変更[3]。
- 1962年（昭和37年）7月1日：宮崎交通線の駅としては廃止[3]。
- 1963年（昭和38年）5月8日：国鉄日南線の「子供の国駅」として開設（2代目）[1]。
- 1971年（昭和46年）10月1日：荷物扱い廃止[5]、無人駅化[6]。
- 1987年（昭和62年）4月1日：国鉄分割民営化に伴い、JR九州の駅となる[7]。
- 2022年（令和4年）4月1日：宮崎支社発足、鹿児島支社から同支社へ移管[8]。
- 2025年（令和7年）度：ICカード「SUGOCA」が利用可能となる予定[9]。

## 駅構造
単式ホーム1面1線を有する地上駅。駅舎は待合所・ホーム上屋と一体化した簡単な造りとなっている。
無人駅。毎年春のみやざきフラワーフェスタ開催期間中は休日を中心に駅員が派遣配置されていた。

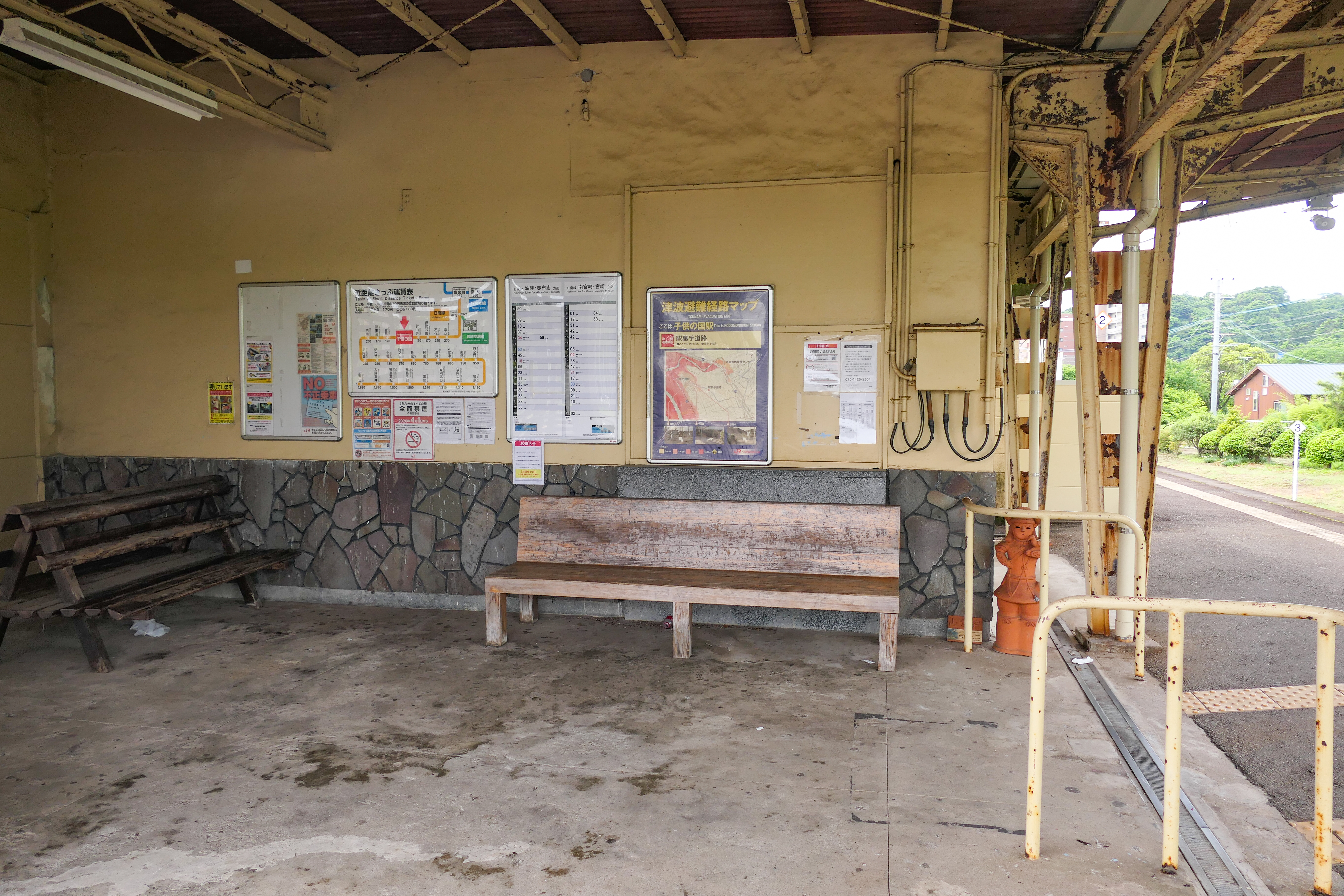
待合所（2023年5月）
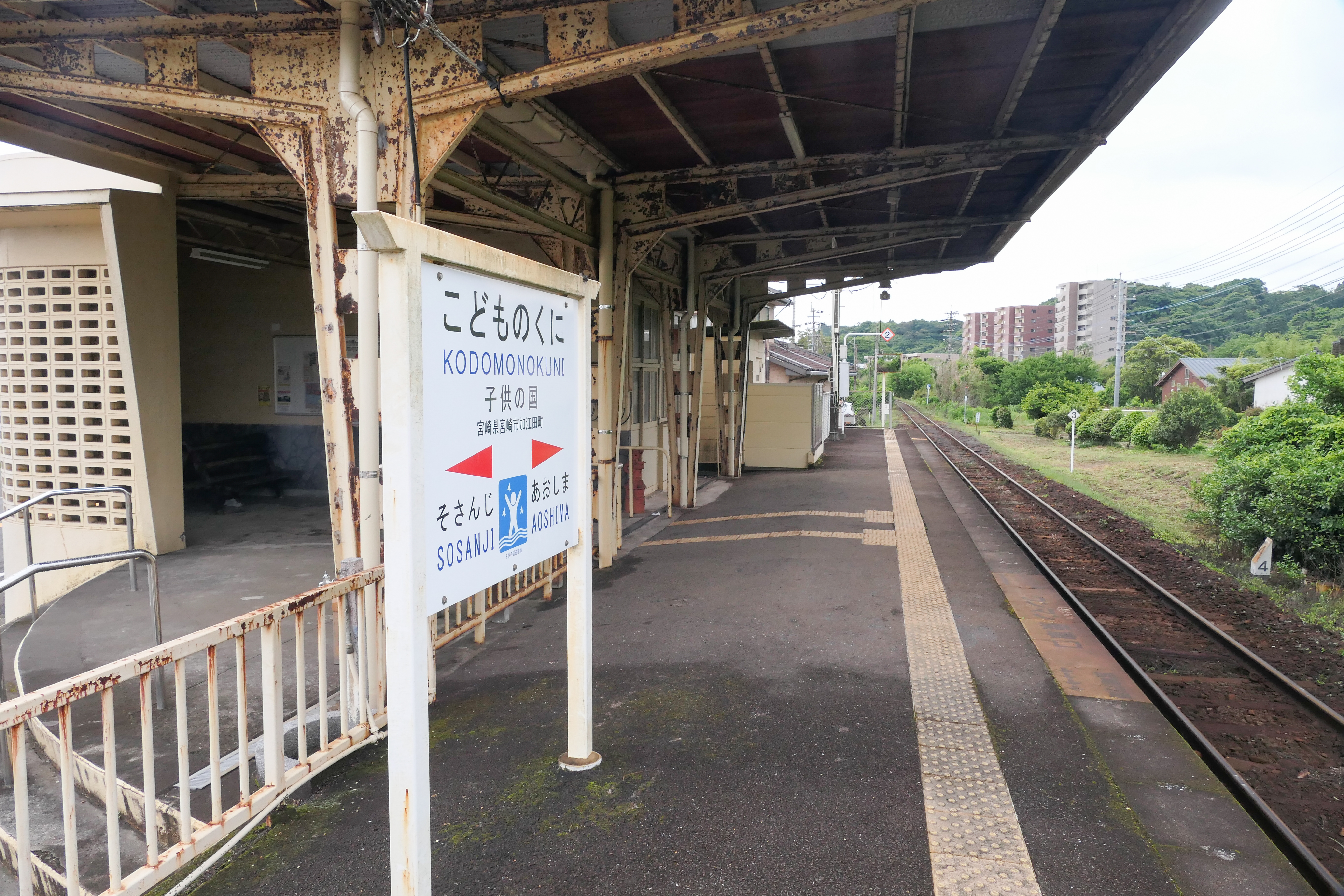
ホーム（2023年5月）

## 利用状況
2015年（平成27年）度の1日平均乗車人員は39人である。
近年の1日平均乗車人員の推移は以下の通り。
| 年度   | 1日平均 乗車人員 |
| ------ | ---------------- |
| 1996年 | 114              |
| 1997年 | 94               |
| 1998年 | 85               |
| 1999年 | 84               |
| 2000年 | 82               |
| 2001年 | 79               |
| 2002年 | 65               |
| 2003年 | 64               |
| 2004年 | 48               |
| 2005年 | 37               |
| 2006年 | 36               |
| 2007年 | 41               |
| 2008年 | 37               |
| 2009年 | 35               |
| 2010年 | 41               |
| 2011年 | 42               |
| 2012年 | 42               |
| 2013年 | 38               |
| 2014年 | 42               |
| 2015年 | 39               |

## 駅周辺
- 青島リゾートこどものくに
- 青島海水浴場
- 青島温泉
  - ANAホリデイ・インリゾート宮崎（旧・青島パームビーチホテル）
  - 叙情の宿地蔵庵
  - ホテルルートイン宮崎青島
  - ホテルグランティアあおしま太陽閣

## 隣の駅
九州旅客鉄道（JR九州）
■日南線
- 特急「海幸山幸」停車駅

■快速「日南マリーン号」
運動公園駅 - 子供の国駅 - 青島駅
■普通
曽山寺駅 - 子供の国駅 - 青島駅

### 「こどものくに」と読む他の駅
- こどもの国駅 (神奈川県) - 東急こどもの国線の駅
- こどもの国駅 (愛知県) - 名鉄蒲郡線の駅